# Linaria filicaulis
Linaria filicaulis är en grobladsväxtart som beskrevs av Pierre Edmond Boissier, Louis François Jules Rodolphe Leresche och Levier. Linaria filicaulis ingår i släktet sporrar, och familjen grobladsväxter. Inga underarter finns listade i Catalogue of Life.